# Call of Duty
Call of Duty là series trò chơi điện tử thuộc thể loại bắn súng góc nhìn thứ nhất được phát hành bởi Activision. Kể từ khi ra mắt phiên bản đầu tiên vào năm 2003, dòng game này tập trung chủ yếu vào bối cảnh Thế chiến thứ hai. Về sau, series này mở rộng quy mô bao gồm nhiều bối cảnh như Chiến tranh Lạnh, Thế chiến Tương lai và cả ngoài không gian.
Series Call of Duty ban đầu được phát triển bởi Infinity Ward, sau đó là các studio Treyarch và Sledgehammer Games. Một vài phần game spin-offs (ngoại truyện) và game trên hệ máy cầm tay (handheld), được phát triển bởi các studio khác.
Loạt game này được bắt đầu bằng phiên bản dành cho hệ máy tính cá nhân (PC) và sau đó được mở rộng ra các hệ máy console và cầm tay. Một vài bản mở rộng cũng được phát hành bên cạnh các tựa game chính. Phần lớn nội dung của loạt game tập trung vào chủ đề Chiến tranh thế giới lần thứ hai, và hầu hết các phiên bản từ Call of Duty: Modern Warfare hay Call of Duty: Modern Warfare 2 trở đi diễn ra trong bối cảnh hiện đại.
Ngoài ra, các phiên bản mở rộng hoặc các phiên bản phụ dành cho các hệ máy khác như Wii hay Nintendo DS được các studio Gray Matter Interractive, Spark Unlimited, P1, Amaze Entertainment, Rebelling Development và n-space phát triển. Có khá nhiều các engine đồ họa được sử dụng trong game, bao gồm id Tech, Treyarch NGL và IW.
Tính đến tháng 4 năm 2021, dòng game Call of Duty đã bán được hơn 400 triệu bản, trở thành một trong những dòng game ăn khách nhất mọi thời đại, và cũng là franchise video game thành công nhất nước Mỹ. Series này đã đi vào kỉ lục Guinness khi trở thành dòng game bắn súng góc nhìn thứ nhất bán chạy nhất mọi thời đại, theo Sách Kỷ lục Guinness.
Phiên bản mới nhất của loạt game, Call of Duty: Black Ops 6, đã được phát hành vào ngày 25 tháng 10 năm 2024.

## Các phiên bản đã được phát hành

### Loạt chính
| Tên                                                | Năm phát hành | Nền tảng                                          | Nhà phát triển                    |
| -------------------------------------------------- | ------------- | ------------------------------------------------- | --------------------------------- |
| Call of Duty                                       | 2003          | Windows, macOS, PS3                               | Infinity Ward                     |
| Call of Duty 2                                     | 2005          | Windows, macOS, Xbox 360                          | Infinity Ward                     |
| Call of Duty 3                                     | 2006          | PS2, PS3, Wii, Xbox, Xbox 360, J2ME               | Treyarch                          |
| Call of Duty 4: Modern Warfare                     | 2007          | Windows, MacOS, PS3, PS4, Wii, Xbox 360, Xbox ONE | Infinity Ward                     |
| Call of Duty: World at War                         | 2008          | Windows, PS3, Wii, Xbox 360                       | Treyarch                          |
| Call of Duty: Modern Warfare 2                     | 2009          | Windows, MacOS, PS3, PS4, Xbox 360, Xbox ONE      | Infinity Ward                     |
| Call of Duty: Black Ops                            | 2010          | Windows, MacOS, PS3, Wii, Xbox 360                | Treyarch                          |
| Call of Duty: Modern Warfare 3                     | 2011          | Windows, MacOS, PS3, Wii, Xbox 360                | Infinity Ward, Sledgehammer Games |
| Call of Duty: Black Ops II                         | 2012          | Windows, PS3, Wii U, Xbox 360                     | Treyarch                          |
| Call of Duty: Ghosts                               | 2013          | Windows, PS3, PS4, Wii U, Xbox 360, Xbox ONE      | Infinity Ward                     |
| Call of Duty: Advanced Warfare                     | 2014          | Windows, PS3, PS4, Xbox 360, Xbox ONE             | Sledgehammer Games                |
| Call of Duty: Black Ops III                        | 2015          | Windows, macOS, PS3, PS4, Xbox 360, Xbox ONE      | Treyarch                          |
| Call of Duty: Infinite Warfare                     | 2016          | Windows, PS4, Xbox ONE                            | Infinity Ward                     |
| Call of Duty: Modern Warfare Remastered            | 2016          | Windows, PS4, Xbox ONE                            | Raven Software, Infinity Ward     |
| Call of Duty: WWII                                 | 2017          | Windows, PS4, Xbox ONE                            | Sledgehammer Games                |
| Call of Duty: Black Ops 4                          | 2018          | Windows, PS4, Xbox ONE                            | Treyarch                          |
| Call of Duty: Modern Warfare                       | 2019          | Windows, PS4, Xbox ONE                            | Infinity Ward                     |
| Call of Duty: Modern Warfare 2 Campaign Remastered | 2020          | Windows, PS4, Xbox ONE                            | Beenox                            |
| Call of Duty: Black Ops Cold War                   | 2020          | Windows, PS4, PS5, Xbox ONE, Xbox Series X\|S     | Treyarch, Raven Software          |
| Call of Duty: Vanguard                             | 2021          | Windows, PS4, PS5, Xbox ONE, Xbox Series X\|S     | Sledgehammer Games                |
| Call of Duty: Modern Warfare II                    | 2022          | Windows, PS4, PS5, Xbox ONE, Xbox Series X\|S     | Infinity Ward                     |
| Call of Duty: Modern Warfare III                   | 2023          | Windows, PS4, PS5, Xbox ONE, Xbox Series X\|S     | Sledgehammer Games                |
| Call of Duty: Black Ops 6                          | 2024          | Windows, PS4, PS5, Xbox ONE, Xbox Series X\|S     | Treyarch, Raven Software          |
| Call of Duty: Black Ops 7                          | 2025          | Windows, PS4, PS5, Xbox ONE, Xbox Series X\|S     | Treyarch, Raven Software          |

### Các phiên bản lấy bối cảnh Chiến tranh Thế giới thứ hai

#### Call of Duty
Call of Duty là một tựa game về đề tài Chiến tranh thế giới thứ hai, sử dụng engine Quake III Arena (của studio id Tech 3). Game được phát hành vào ngày 29 tháng 10 năm 2003 bởi Activision và được phát triển bởi studio Infinity Ward. Game mô phỏng cuộc chiến tranh trên bộ trong Chiến tranh thế giới thứ hai.
Bản mở rộng của Call of Duty được ra mắt vào tháng 9 năm 2004, có tên gọi Call of Duty: United Offensive, cũng do Activision phát hành nhưng được phát triển bởi Gray Matter Interactive với sự hỗ trợ của Pi Studio. Aspyr Media làm nhiệm vụ port game sang phiên bản chạy trên hệ máy Mac OS X. Phiên bản chạy trên hệ máy N-Gage được phát triển bởi Nokia và do Activision phát hành.
Một số phiên bản khác cũng được phát hành cho hệ máy PC, bao gồm phiên bản Collector's Edition (đi kèm soundtrack và sách hướng dẫn), phiên bản Game of the Year Edition (bao gồm một số cập nhật), và phiên bản Deluxe Edition (bao gồm bản mở rộng United Offensive và soundtrack; tuy nhiên không bao gồm soundtrack ở khu vực châu Âu). Vào 22 tháng 9 2006, Call of Duty, United Offensive, và Call of Duty 2 được ra mắt trong bộ sưu tập Call of Duty: War Chest cho PC.
Kể từ tháng 11 năm 2007, Call of Duty và các phiên bản liên quan được mở bán trên Steam, một hệ thống phân phối của Valve.

#### Call of Duty 2
Call of Duty 2 là tựa game bắn súng từ góc nhìn thứ nhất, cũng là phiên bản tiếp theo của tựa game Call of Duty ra mắt năm 2003. Game được phát triển bởi studio Infinity Ward và do Activision phát hành.
Tựa game tiếp tục lấy bối cảnh Chiến tranh thế giới thứ hai, dưới sự trải nghiệm của những người lính thuộc Hồng quân Liên Xô, quân lực Hoàng Gia Anh và quân đội Hoa Kỳ.
Game được phát hành vào ngày 25 tháng 10 năm 2005 trên hệ máy PC, vào ngày 13 tháng 6 năm 2006 trên hệ Mac OS và vào ngày 15 tháng 11 năm 2006 trên hệ máy Xbox 360. Các phiên bản khác cũng được phát triển trên điện thoại di động và máy tính bỏ túi.

#### Call of Duty 3
Call of Duty 3 là một tựa game bắn súng góc nhìn thứ nhất (first-person shooter) và góc nhìn thứ ba (third-person shooter), và là phiên bản thứ ba của loạt game Call of Duty. Game được studio Treyarch phát triển và là phiên bản chính đầu tiên không có sự tham gia của Infinity Ward, cũng là phiên bản hiếm hoi trong loạt game chính không phát hành trên hệ PC.
Game được phát hành trên các hệ máy PlayStation 2, PlayStation 3, Wii, Xbox và Xbox 360 vào tháng 11 năm 2005.

#### Call of Duty: WWII
Call of Duty: WWII là phiên bản thứ 14 của dòng game và được phát triển bởi Sledgehammer Games. Tựa game được phát hành trên toàn cầu vào ngày 3 tháng 11 năm 2017 trên các hệ máy Windows, PlayStation 4 và Xbox One. Game lấy bối cảnh Chiến trường châu Âu trong Thế chiến thứ hai, tập trung chủ yếu vào Bộ binh Lục Quân Hoa Kỳ và cuộc chiến ở mặt trận phía Tây. Game chủ yếu dựa trên các sự kiện lịch sử của Chiến dịch Overlord.

#### Call of Duty: Vanguard
Call of Duty: Vanguard là phần game thứ 18 của series game Call of Duty được phát triển bởi Sledgehammer Games (riêng chế độ Zombies được Treyarch phát triển). Game được ra mắt vào ngày 5 tháng 11 năm 2021 cho PC, PlayStation 4, PlayStation 5, Xbox One và Xbox Series X/S. Cốt truyện game mô tả sự ra đời của các lực lượng đặc biệt để đối mặt với một mối đe dọa đang nổi lên vào cuối cuộc chiến, trong các Chiến trường của Thế chiến thứ hai.

### Các phiên bản Call of Duty thuộc dòng thời gian Black Ops

#### Call of Duty: World at War
Call of Duty: World at War là phiên bản chính thứ 5 của loạt game Call of Duty và được phát triển bởi Treyarch. Tựa game quay trở lại bối cảnh Chiến tranh thế giới thứ Hai như các phiên bản trước đó. Bối cảnh game diễn ra ở Mặt trận Thái Bình Dương và Mặt trận phía Đông trong Chiến tranh thế giới thứ hai.
Game sử dụng chung engine với Call of Duty 4 và được phát hành trên các hệ máy PC, PS3, Wii, Xbox 360 ở thị trường Bắc Mỹ vào ngày 11 tháng 11 năm 2008, và vào ngày 14 tháng 11 năm 2008 tại châu Âu.
Tính đến tháng 6 năm 2009, Call of Duty: World at War đã bán được hơn 11 triệu bản.

#### Call of Duty: Black Ops
Call of Duty: Black Ops là một game bắn súng góc nhìn thứ nhất (first-person shooter) phát hành năm 2010 do Treyarch phát triển và Activision phát hành vào ngày 9 tháng 11. Lần đầu được giới thiệu vào ngày 30 tháng 4 năm 2010, trò chơi là phiên bản thứ 7 trong loạt game Call of Duty, và là phiên bản thứ ba do Treyarch phát triển. Game được phát hành trên nhiều hệ máy bao gồm PC, Xbox 360, PlayStation 3, và Wii.
Lấy bối cảnh còn khá mới mẻ với dòng game là Chiến tranh lạnh và Chiến tranh Việt Nam, Black Ops đã đạt doanh thu kỷ lục khi bán được 5,6 triệu đĩa trong ngày đầu ra mắt, thu về tới 360 triệu USD cho Activision, đồng thời cũng phá vỡ luôn kỷ lục cũ của Modern Warfare 2.

#### Call of Duty: Black Ops (Zombies)
Call of Duty: Black Ops (Zombies) là bản game spin-off tới chế độ Zombies truyền thống của Treyarch, phát triển bởi Ideaworks Game Studio và phát hành bởi Activision cho hệ điều hành Android và iOS.

#### Call of Duty: Black Ops II
Call of Duty: Black Ops II là một tựa game bắn súng góc nhìn thứ nhất được Treyarch phát triển và do Activision phát hành vào ngày 13 tháng 11 năm 2012 cho các hệ máy Windows, PlayStation 3, Wii và Xbox 360. Black Ops II cũng là game thứ 9 trong loạt game Call of Duty, và là phần tiếp theo của Call of Duty: Black Ops.

#### Call of Duty: Black Ops III
Call of Duty: Black Ops III là một trò chơi bắn súng góc nhìn thứ nhất được phát triển bởi Treyarch và được phát hành bởi Activision vào ngày 5 tháng 11 năm 2015. Đây là phiên bản thứ 12 trong loạt game Call of Duty, và là phần tiếp theo của Call of Duty: Black Ops II.
Một phiên bản riêng của Black Ops III dành cho máy console thế hệ thứ 7 (bao gồm PlayStation 3 và Xbox 360) được phát triển bởi Beenox và Mercenary Technology cũng được ra mắt cùng ngày với các nền tảng khác, nhưng bị giới hạn nhiều tính năng, bao gồm việc không có chế độ chơi campaign (chiến dịch), chỉ có các chế độ multiplayer và zombies. Nó đã đặt dấu chấm hết cho việc phát hành các phiên bản tiếp theo của dòng game trên nền tảng console last-gen này.
Call of Duty: Black Ops 4
Là phiên bản thứ 15 của cả dòng game, được phát triển bởi Treyarch và phát hành vào ngày 12 tháng 10 năm 2018, Call of Duty: Black Ops 4 là phiên bản gần như là "cuộc cách mạng" của cả dòng game khi Activision đã mạnh dạn lược bỏ phần chơi đơn vốn dĩ đã là truyền thống của cả loạt game, mà thay vào đó tập trung hoàn toàn vào phần chơi mạng cùng những chế độ quen thuộc, và đặc biệt hơn cả là game cũng đi theo trào lưu "battle royale" với chế độ Blackout.

#### Call of Duty: Black Ops Cold War
Call of Duty: Black Ops Cold War là phiên bản thứ 17 của cả series. Được phát triển bởi Treyarch, Raven Software và phát hành bởi Activision, game được ra mắt vào ngày 13 tháng 11 năm 2020. Lấy bối cảnh những năm thập niên 80 và tập trung vào các hoạt động tình báo của 2 phe Liên Xô và Mỹ, tựa game lấy các mốc sự kiện giữa hai tựa game Call of Duty: Black Ops và Black Ops II.

#### Call of Duty: Black Ops 6
Call of Duty: Black Ops 6 là tựa game bắn súng góc nhìn thứ nhất thuộc dòng Black Ops nổi tiếng của loạt Call of Duty, phát hành vào ngày 25 tháng 10 năm 2024. Được phát triển bởi Treyarch và Raven Software, đồng xuất bản bởi Activision, đây là phần thứ 21 trong series Call of Duty và là phần thứ 7 trong dòng Black Ops. Black Ops 6 lấy bối cảnh Chiến tranh Vùng Vịnh (1991), theo chân các nhân vật chính là Troy Marshall, Frank Woods và William "Case" Calderon – những điệp viên CIA bị buộc phải trở thành "kẻ nổi loạn" sau khi bị gán tội phản bội. Họ phải đối mặt với tổ chức bí ẩn Pantheon, một lực lượng bán quân sự có liên hệ ngầm với CIA và âm mưu sử dụng vũ khí hóa học tên "The Cradle". Điểm nổi bật của Black Ops 6 là Omnimovement: Cơ chế di chuyển mới giúp trận chiến linh hoạt hơn, dù một số đánh giá cho rằng nó không quá ảnh hưởng đến lối chơi tổng thể.

### Các phiên bản Call of Duty về Chiến tranh hiện đại (Modern Warfare)

#### Call of Duty 4: Modern Warfare
Call of Duty 4: Modern Warfare là phiên bản chính thứ 4 của dòng game Call of Duty, được phát triển bởi Infinity Ward. Đây là phiên bản Call of Duty đầu tiên không dựa theo bối cảnh Chiến tranh thế giới thứ hai, và cũng như là phiên bản đầu tiên được xếp hạng "mature" (game dành cho đối tượng trưởng thành) theo thang đo của ESRB (ngoại trừ phiên bản dành cho máy Nintendo DS được xếp hạng Teen (phù hợp cho lứa tuổi vị thành niên).
Game được phát hành trên các hệ máy PC, Nintendo DS, PlayStation 3 và Xbox 360 vào ngày 7 tháng 11 năm 2007. Các bản download và bán lẻ dành cho hệ máy Mac OS X được phát hành bởi Aspyr vào tháng 9 năm 2008.
Tính đến ngày 9 tháng 5 năm 2009, Call of Duty: Modern Warfare 2 đã bán được hơn 13 triệu bản.
Một bản port của game dành cho hệ máy Wii, có tựa đề Call of Duty: Modern Warfare Reflex Edition do Treyarch sản xuất, cũng được ra mắt vào ngày 10 tháng 11 năm 2009, cùng thời điểm ra mắt với Call of Duty: Modern Warfare 2 và Call of Duty: Modern Warfare: Mobilized.

#### Call of Duty: Modern Warfare Remastered
Call of Duty: Modern Warfare Remastered là phiên bản remastered (làm mới) của Call of Duty 4: Modern Warfare được phát hành đi kèm với các phiên bản Legacy Edition, Legacy Pro Edition and Digital Deluxe Edition của Call of Duty: Infinite Warfare ra mắt vào ngày 4 tháng 11 năm 2016 dành cho các hệ máy PlayStation 4, Xbox One, và PC. Tựa game sau đó đã được phát hành độc lập vào ngày 27 tháng 6 năm 2017 cho PS4, và vào 27 tháng 7 năm 2017 cho Xbox One và PC. Tựa game được phát triển bởi Raven Software và sản xuất hậu kì bởi Infinity Ward.

#### Call of Duty: Modern Warfare 2 Campaign Remastered
Là một phiên bản remastered (làm mới) của bản gốc ra mắt năm 2009, tựa game này được ra mắt trên hệ PlayStation 4 vào 31 tháng 3 năm 2020, và các hệ Xbox One, Windows vào 30 tháng 4 năm 2020. Tựa game này chỉ bao gồm phần chơi campaign (chiến dịch), không đi kèm chế độ multiplayer (nhiều người chơi) và các nhiệm vụ Spec Ops xuất hiện trong phiên bản gốc. Khi mua game, người chơi sẽ mở khóa được một số vật phẩm trong các phần game Call of Duty: Modern Warfare (2019) và Call of Duty: Warzone (2020).

#### Call of Duty: Modern Warfare 2
Call of Duty: Modern Warfare 2 là tựa game bắn súng được Infinity Ward phát triển và Activision phát hành. Activision Blizzard chính thức công bố về Modern Warfare 2 vào ngày 11 tháng 2 năm 2009. Game được phát hành trên toàn cầu vào ngày 10 tháng 11 năm 2009 dành cho các hệ máy Xbox 360, PlayStation 3 và PC. Một phiên bản tương tự có nhan đề là Call Of Duty: Modern Warfare: Mobilized dành cho hệ máy Nintendo DS cũng được phát hành bên cạnh tựa game Call of Duty: Modern Warfare (Reflex Edition) dành cho hệ máy Wii.
Modern Warfare 2 tiếp tục với những sự kiện đã xảy ra trong Call of Duty: Modern Warfare (2007), với mốc thời gian là 5 năm sau những sự kiện diễn ra trong phiên bản trước và có sự trở lại của một số nhân vật.

#### Call of Duty: Modern Warfare 3
Call of Duty: Modern Warfare 3 (được viết tắt là Call of Duty: MW3 hay đơn giản là MW3) là một tựa game bắn súng từ góc nhìn thứ nhất (first-person shooter) được phát triển bởi studio Infinity Ward và Sledgehammer Games, cùng với sự hỗ trợ của Raven Software. Đây là phiên bản thứ ba của series về chiến tranh hiện đại (Modern Warfare) sau tựa game Call of Duty: Modern Warfare 2 phát hành năm 2009, và là phiên bản thứ 8 của cả dòng game.
Tựa game được phát hành vào ngày 8 tháng 11 năm 2011 tại châu Âu và Bắc Mỹ trên các hệ máy tính cá nhân (PC), Xbox 360 và PlayStation 3. Phiên bản trên hệ máy Wii và Nintendo DS được thiết kế riêng biệt. Tại Australia, phiên bản dành cho hệ máy Wii được phát hành vào ngày 23 tháng 11 năm 2011. Tại Nhật Bản, Square Enix chịu trách nhiệm phân phối MW3 với phụ đề tiếng Nhật như họ đã từng làm với Call of Duty: Black Ops. Phiên bản có phụ đề tiếng Nhật được phát hành vào ngày 17 tháng 11 năm 2011. Sau đó, ngày 22 tháng 12, phiên bản có lồng tiếng Nhật cũng xuất hiện trên thị trường.
Call of Duty: Modern Warfare 3 đã bán được 6,5 triệu bản ngay trong ngày đầu tiên ra mắt tại hai thị trường Anh và Mỹ. Doanh thu ước tính của game đạt tới hơn 400 triệu USD, trở thành một trong những tựa game bán chạy nhất mọi thời đại.

### Các phiên bản Call of Duty về Modern Warfare reboot

#### Call of Duty: Modern Warfare (2019)
Call of Duty: Modern Warfare (2019) được phát triển bởi Infinity Ward và được phát hành bởi Activision. Đóng vai trò là phần game thứ 16 trong loạt Call of Duty, cũng như khởi động lại (reboot) loạt phụ bản Modern Warfare, tựa game được phát hành vào ngày 25 tháng 10 năm 2019 trên các hệ máy Microsoft Windows, PlayStation 4 và Xbox One.
Cốt truyện của trò chơi diễn ra dựa trên khung cảnh hiện thực và hiện đại. Cốt truyện của trò chơi xoay quanh một sĩ quan CIA và lực lượng SAS của Anh, khi họ hợp tác với phiến quân từ đất nước hư cấu Urzikstan để cùng nhau chống lại quân đội Nga đang xâm chiếm đất nước Urzikstan.
Chế độ Special Ops của trò chơi có các nhiệm vụ chơi hợp tác (co-op) dựa trên kết thúc của mạch truyện chính. Chế độ nhiều người chơi hỗ trợ nhiều người chơi đa nền tảng (cross-play) cũng xuất hiện, đánh dấu lần đầu tiên xuất hiện của cơ chế này trong series Call of Duty.
Call of Duty: Modern Warfare II
Call of Duty: Modern Warfare II đã được công bố thông qua các đoạn teaser ngắn vào ngày 28 tháng 4 năm 2022. Activision đã xác nhận MWII sẽ là một hậu bản của Modern Warfare (2019). Trò chơi đã được ra mắt vào 28 tháng 10 năm 2022.
Call of Duty: Modern Warfare III
Call of Duty: Modern Warfare III là tựa game bắn súng góc nhìn thứ nhất thuộc dòng Modern Warfare reboot, phát triển bởi Sledgehammer Games với sự hỗ trợ từ Infinity Ward, và phát hành bởi Activision vào ngày 10/11/2023 trên nhiều nền tảng gồm PC, PlayStation 4/5, Xbox One/Series X|S.  Chế độ mới chiến dịch kết hợp giữa nhiệm vụ tuyến tính truyền thống và "Open Combat Missions" (OCMs), cho phép người chơi tự do lựa chọn cách tiếp cận (stealth hoặc combat). Ngoài ra có chế độ  Zombies (PvE) lần đầu tiên xuất hiện thế giới mở với bản đồ lớn nhất dòng Call of Duty, cho phép 24 người chơi hợp tác chống zombie và AI. Khi game mới ra đã nhận phản hồi trái chiều về chiến dịch ngắn và thiếu sáng tạo có thể coi như là tựa game tệ nhất trong dòng game Call of Duty, nhưng vẫn là game bán chạy top 2 năm 2023 (sau Hogwarts Legacy).

### Các phiên bản độc lập

#### Call of Duty: Ghosts
Call of Duty Ghosts là phiên bản thứ 10 của series, được phát triển bởi Infinity Ward và phát hành bởi Activision vào ngày 5/11/2013, lấy bối cảnh trong một thế giới, cốt truyện và tuyến nhân vật hoàn toàn mới.
Tựa game đã nhận được nhiều ý kiến trái chiều khi không có nhiều sự cải tiến trong khi là phiên bản đầu tiên của cả dòng game được phát hành trên các hệ máy next-gen vào thời điểm ấy là PlayStation 4 và Xbox One.

#### Call of Duty: Advanced Warfare
Call of Duty: Advanced Warfare là phiên bản thứ 11 của series Call of Duty, được phát triển bởi Sledgehammer Games với sự hỗ trợ của Raven Software và High Moon Studios. Trò chơi được phát hành vào 12/2014.
Tựa game lấy bối cảnh tương lai những năm 2050 với các loại khí tài quân sự và thiết giáp mới, bao gồm bộ giáp "Exosuit" và cơ chế "Exo-movement" đầy mới lạ. Call of Duty: Advanced Warfare nhận được nhiều đánh giá tích cực so với phiên bản tiền nhiệm là Call of Duty: Ghosts, nhờ sự đổi mới trong lối chơi, cùng sự góp mặt của nhiều diễn viên kì cựu bao gồm nam diễn viên Kevin Spacey và Troy Baker.
Call of Duty: Infinite Warfare
Call of Duty: Infinite Warfare là phiên bản thứ 13 của series, được phát triển bởi Infinity Ward và được phát hành bởi Activision vào ngày 4/12/2016. Infinite Warfare lấy bối cảnh một tương lai rất xa so với bất cứ 1 phiên bản nào trước đó của cả dòng game. Trò chơi nhận được nhiều sự khen ngợi khi đem tới một bối cảnh mới mẻ cùng cốt truyện có chiều sâu và cảm xúc.

## Các bản mở rộng (DLC)

#### Call of Duty: United Offensive
Call of Duty: United Offensive là bản mở rộng đầu tiên của game dành cho tựa game đầu tiên của series, Call of Duty (2003). Tựa game lấy bối cảnh ở Bastogne, thuộc nước Bỉ trong chiến dịch Bulge.

## Các phiên bản chỉ có trên console

#### Call of Duty: Finest Hour
Call of Duty: Finest Hour là tựa game Call of Duty đầu tiên dành cho các hệ máy console, được phát hành trên các hệ máy GameCube, PlayStation 2 và Xbox. Phiên bản trên hệ máy PlayStation 2 và Xbox có phần chơi mạng (multiplayer) hỗ trợ lên đến 32 người chơi.

#### Call of Duty 2: Big Red One
Call of Duty 2: Big Red One là bản mở rộng của Call of Duty 2 do Treyarch phát triển, dựa theo thành tích của sư đoàn bộ binh Hoa Kỳ số một trong chiến tranh thế giới thứ Hai. Game được phát hành cho các hệ máy GameCube, PlayStation 2 và Xbox.

#### Call of Duty: World at War: Final Fronts
Call of Duty: World at War: Final Fronts là một bản phát hành của tựa game Call Of Duty: World At War dành riêng cho hệ máy PlayStation 2. Được phát triển bởi Rebellion Developments, Final Fronts có ba phần chơi chiến dịch tác biệt nhau của quân lực Hoa Kì trên mặt trận Thái Bình Dương, và chiến dịch Bulge ở mặt trận châu Âu - chiến dịch của quân đội Anh vượt sông Rhine để tiến vào nước Đức.

#### Call of Duty: The War Collection
Call of Duty: The War Collection là một bộ sưu tập bao gồm các phiên bản Call of Duty 2, Call of Duty 3 và Call of Duty: World At War. Game được phát hành trên hệ máy Xbox 360 vào ngày 1 tháng 6 năm 2010.

## Các phiên bản dành cho hệ máy handheld (cầm tay)

#### Call of Duty: Modern Warfare: Mobilized
Call of Duty: Modern Warfare: Mobilized là một tựa game tương tự như Modern Warfare 2 dành cho hệ máy Nintendo DS. Được phát triển bởi n-Space, bối cảnh của game cũng gần giống như trên phiên bàn dành cho các hệ máy console khác, nhưng không giống về cốt truyện và các nhân vật. Người chơi đóng vai một người lính thuộc lực đặc nhiệm Special Air Service (SAS) và lực lượng lính thủy đánh bộ Hoa Kỳ trong phần chơi chiến dịch và cả hai lực lượng cùng tham gia tìm kiếm một quả bom hạt nhân.

#### Call of Duty: Roads to Victory
Xem thêm: Call of Duty: Roads to Victory
Call of Duty: Roads to Victory được phát hành trên hệ máy PlayStation Portable (PSP). Nó được xem như là phần game spin-off của Call of Duty 3.

#### Call of Duty: Black Ops DS
Call of Duty: Black Ops DS là một phiên bản game companion của Black Ops (2010). Được phát triển bởi n-Space, tựa game có cùng chung bối cảnh với phiên bản chính trên console, nhưng khác về cốt truyện và nhân vật.

#### Call of Duty: Black Ops: Declassified
Call of Duty: Black Ops: Declassified là phiên bản Call of Duty được phát hành trên hệ PlayStation Vita.

## Các game miễn phí
| Tên                              | Năm  | Nền tảng                                      | Trạng thái          | Nhà phát triển                                                                         |
| -------------------------------- | ---- | --------------------------------------------- | ------------------- | -------------------------------------------------------------------------------------- |
| Call of Duty Online              | 2012 | Windows                                       | Không còn hoạt động | Raven Shanghai, Activision Shanghai Studio                                             |
| Call of Duty: Heroes             | 2014 | iOS, Android                                  | Không còn hoạt động | Faceroll Games                                                                         |
| Call of Duty: Mobile             | 2019 | iOS, Android                                  | Còn hoạt động       | TiMi Studio Group                                                                      |
| Call of Duty: Warzone (2020)     | 2020 | Windows, PS4, XONE                            | Không còn hoạt động | Raven Software, Infinity Ward                                                          |
| Call of Duty: Warzone 2.0 (2022) | 2022 | Windows, PS4, PS5, Xbox ONE, Xbox Series X\|S | Còn hoạt động       | Raven Software, Infinity Ward                                                          |
| Call of Duty: Warzone Mobile     | 2024 | iOS, Android                                  | Còn hoạt động       | Digital Legends Entertainment, Beenox, Activision Shanghai Studio, Solid State Studios |

### Call of Duty: Warzone(2020)
Call of Duty Warzone là một tựa game bắn súng thuộc thể loại battle royale phát triển bởi Raven Software và được Activision phát hành. Tựa game đã được ra mắt vào tháng 3 năm 2020, ban đầu được xem như là một phiên bản đi kèm của Modern Warfare (2019), Black Ops: Cold War (2020), Vanguard. Warzone đã từng bước trở thành một phiên bản độc lập và vẫn đang được tiếp tục được cập nhật thêm những mùa mới và tính năng mới.

### Call of Duty: Warzone 2.0
Call of Duty: Warzone 2.0 (phát hành ngày 16/11/2022) là phiên bản kế tiếp của Warzone (2020), phát triển bởi Infinity Ward và Raven Software, đồng thời tích hợp nội dung từ Modern Warfare II (2022), Modern Warfare III (2023) và Black Ops 6 (2024), Black Ops 7 (2025). Các bản đồ mới như Al Mazrah (bản đồ lớn nhất, ra mắt cùng Season 1 Warzone 2), Urzikstan (ra mắt Season 1 Modern Warfare III ), Verdansk original (trở lại Season 3 Black Ops 6). Ngoài ra còn có map nhỏ như Ashika Island, Vondel, Fortune’s Keep, Rebirth Island, Area 99, ngoài ra  có cơ chế Gulag 2.0 và AI Strongholds. Tuy nhận phản hồi trái chiều về Gulag 2.0 và AI Strongholds, nhưng vẫn thu hút 25 triệu người chơi trong 5 ngày sau ra mắt.

## Các phiên bản dành cho hệ mobile (điện thoại)

#### Call of Duty: Modern Warfare 2: Force Recon
Call of Duty: Modern Warfare 2: Force Recon là một phiên bản đựoc phát hành trên hệ Java của Modern Warfare 2. Được phát triển bởi Glu Mobile, game lấy bối cảnh 5 năm sau những sự kiện trong Modern Warfare ở Mexico.

#### Call of Duty: Zombies and Xombies 2
Call of Duty: World at War Zombies là một tựa game bắn súng từ góc nhìn thứ nhất được phát triển bởi Ideawork, do Activision phát hành trên hệ iOS. Phiên bản phụ này phỏng theo chế độ chơi Nazi Zombie trên Call Of Duty: World At War.

#### Call of Duty: Strike Team
Call of Duty: Strike Team là tựa game bắn súng góc nhìn thứ 3 và thứ nhất đựoc The Blast Furnace phát triển, phát hành bởi Activision trên các hệ iOS và Android. Tựa game lấy bối cảnh năm 2020, lúc này người chơi đang tham gia vào lực lượng Joint Special Operations sau khi nước Mỹ "thấy mình trong một cuộc chiến với kẻ thù không xác định".

#### Call of Duty: Heroes
Call of Duty: Heroes là một trò chơi chiến lược thời gian thực phát triển bởi Faceroll Games, và được Activision phát hành trên các hệ Android, iOS.

#### Call of Duty: Mobile
Call of Duty: Mobile là phiên bản mobile của dòng game dành cho iOS và Android được phát triển bởi TiMi Studios thuộc Tencent .Được phát hành duy nhất bởi VNG tại Việt Nam với tên "Call Of Duty: Mobile VN" . Game được ra mắt vào tháng 10 năm 2019. Trước đó, game đã được công bố vào tháng 3 cùng năm, tại sự kiện Game Developers Conference. Tính đến ngày 4 tháng 10 năm, 2019, tựa game đã đạt được hơn 35 triệu lượt tải về trên toàn cầu.
Call of Duty: Warzone Mobile
Call of Duty: Warzone Mobile là game bắn súng thể loại battle royale dành cho điện thoại, được phát triển bởi Activision Shanghai, Beenox, Digital Legends Entertainment và Solid State Studios, cùng hợp tác với các studio khác của Activision. Game có tính năng chia sẻ tiến trình với Modern Warfare II, Modern Warfare III, Black Ops 6 và Warzone 2.0 trên các hệ PC/Console, nghĩa là bạn có thể sử dụng các vật phẩm từ những game này. Game chính thức ra mắt trên các thiết bị iOS và Android vào ngày 21 tháng 3 năm 2024.

## Bị hủy bỏ

### Call of Duty: Combined Forces
Call of Duty: Combine Forces là một bản phác thảo ý tưởng được đề xuất với mục đích ban đầu nhằm trở thành phần tiếp theo của Call of Duty: Finest Hour. Tuy nhiên, do nhiều vấn đề pháp lý nảy sinh giữa Spark Unlimited, Electronic Arts và Activision cũng như các vấn đề sản xuất khác, kế hoạch phát triển trò chơi đã không bao giờ được thực hiện.
Trò chơi được dự kiến sẽ tiêu tốn hơn 10 triệu đô la để sản xuất sau khi Finest Hour hoàn thành.

### Call of Duty: Devil's Brigade
Call of Duty: Devil's Brigade là một game bắn súng góc nhìn thứ nhất cho Xbox 360 do Underground Entertainment phát triển, và đã bị hủy bỏ. Trò chơi lấy bối cảnh Thế chiến thứ hai, chủ yếu tập trung vào Chiến dịch Ý.

### Call of Duty: Vietnam
Call of Duty: Vietnam là một game bắn súng góc nhìn thứ ba lấy bối cảnh Chiến tranh Việt Nam. Nó đã được phát triển trong ít nhất sáu đến tám tháng tại Sledgehammer Games. Quá trình phát triển đã bị dừng lại vì Infinity Ward cần nhiều nhân lực để hoàn thành Call of Duty: Modern Warfare 3 do nhiều nhân viên rời đi vào năm 2010.

### Call of Duty: Roman Wars
Call of Duty: Roman Wars là một trò chơi điện tử góc nhìn thứ ba và thứ nhất đã bị hủy bỏ trong loạt game Call of Duty. Trò chơi lấy bối cảnh ở La Mã cổ đại, cho phép người chơi điều khiển nhân vật lịch sử nổi tiếng Julius Caesar, cùng với các sĩ quan của Quân đoàn thứ mười (Tenth Legion). Cuối cùng dự án này đã bị hủy bỏ, vì Activision không chắc chắn về việc xem nó như là một tựa game thuộc series Call of Duty.

### Call of Duty: Future Warfare / NX1
Năm 2010, sau khi Infinity Ward đứng trên bờ vực tan rã, hai nhà sáng lập Jason West cùng Vince Zampella rời đi, Activision đã giao cho studio Neversoft phát triển một phiên bản Call of Duty mới theo hướng khoa học viễn tưởng. Phiên bản này được thiết kế để thử nghiệm một số yếu tố mới, ví dụ như môi trường không trọng lực và các tính năng khác. Tuy nhiên, không rõ thời điểm nào, dự án đã bị hủy bỏ.
Một số ý tưởng cũng như tài nguyên, dữ liệu từ dự án này được tái sử dụng trong các phần game về sau như Call of Duty: Ghosts và Infinite Warfare.
Vào tháng 1 năm 2024, đoạn video về dự án (được đặt tên là Future Warfare) bị rò rỉ trên mạng, tiết lộ phần nhiệm vụ mở đầu đối hoàn chỉnh và phần chơi mạng đang trong giai đoạn phát triển. Tuy nhiên một số dữ liệu từ phần game Modern Warfare 2 năm 2009 vẫn được sử dụng lại. Sau vụ rò rỉ, Brian Bright, cựu nhà phát triển của Neversoft, đã xác nhận thông tin này và cho biết nhà phát triển đã hoàn thành được hai hoặc ba nhiệm vụ đầu tiên, cũng như đang phát triển phần chơi mạng. Ông cũng cho biết dự án có tên gọi là "NX1" và ban đầu dự kiến phát hành vào năm 2013, thay thế cho Call of Duty: Ghosts.

## Các sản phẩm khác

#### Modern Warfare 2: Ghost
Modern Warfare 2: Ghost là một bộ truyện tranh gồm 6 phần dựa trên một nhân vật có mặt trong Call Of Duty: Modern Warfare 2. Được giới thiệu bởi Robert Bowling vào ngày 17 tháng 8 năm 2009, cốt truyện tập trung vào những truyện hậu trường của nhân vật Ghost, người đã xuất hiện trong game. Bộ truyện được xuất bản bởi Wildstorm và tập đầu tiên được ra mắt vào ngày 10 tháng 11 năm 2009 cùng thời điểm khi game được ra mắt.

#### Các loại tặng phẩm kèm theo
The Call of Duty Real-time Card Game (tạm dịch là thẻ game thời gian thực) được giới thiệu bởi nhà phân phối Upper Decker.
Vào năm 2004, Activision, một đối tác của Plan-B Toys và Radioactive Clown, đã phát hành bộ sản phẩm "Call of Duty: Series 1" bao gồm 3 hình mô phòng người lính Mỹ và 3 người lính Đức trong chiến tranh thế giới thứ hai. Sau đó, Plan-B Toys đã không tiếp tục sản xuất các vật phẩm về người lính SS của phe Quốc xã dựa trên mẫu sĩ quan Đức Totenkopf có mặt trong game, vốn gây nhiều tranh cãi.
Năm 2008, MacFarlane Toys, trở thành một đối tác của Activision trong việc sản xuất các vật phẩm kèm theo của game Call of Duty. Bộ vật phẩm đầu tiên được MacFarlane sản xuất, được ra mắt vào tháng 10 năm 2008, bao gồm 4 sản phẩm khác nhau là: người lính thủy đánh bộ Mỹ với cây súng phun lửa (flamethrower), lính bộ binh thủy quân lục chiến Mỹ, lực lượng đặc nhiệm Anh và người lính thủy quân lục chiến Mỹ với cây súng máy (machine gun).

## QuỹCall of Duty
Quỹ Call of Duty (The Call of Duty Endowment-CODE) là một tổ chức phi lợi nhuận được sáng lập bởi Activision Blizzard nhằm tìm kiếm công việc cho những cựu quân nhân Hoa Kỳ. Quỹ đã đóng góp được 1 triệu USD cho các tổ chức giúp đỡ cựu binh. Đợt ủng hộ đầu tiên, bao gồm hơn 125 nghìn USD, đã được chuyển cho tổ chức Paralyzed Veterans of America. Vào ngày 30 tháng 3 năm 2010, CODE đã chuyển 3000 bản Call Of Duty: Modern Warfare 2, có giá trị tương đương khoảng 180.000 USD cho thủy quân Hoa Kỳ. Các bản game được phân phối cho các tàu chiến và tàu ngầm, cũng như các lực lượng thủy quân và bộ binh.

## Tranh cãi và các vấn đề pháp lý

### Modern Warfare 2và nhiệm vụ gây tranh cãi
Phiên bản Modern Warfare 2 (2009) khi phát hành đã có một số vấn đề gây tranh cãi. Đáng chú ý nhất là màn chơi "No Russian" yêu cầu người chơi tham gia vào một vụ thảm sát thường dân tại một sân bay của Nga.

### Tranh chấp giữa lãnh đạo của Infinity Ward
Khi những người sáng lập của studio Infinity Ward là Jason West và Vince Zampella bắt đầu các cuộc đàm phán hợp đồng mới để tiếp tục công việc phát triển Call of Duty vào khoảng năm 2007, một số vấn đề pháp lý đã nảy sinh giữa Infinity Ward và Activision. Cuối cùng, West và Zampella bị buộc phải rời khỏi Infinity Ward. Sau đó, hai người thành lập studio Respawn Entertainment trực thuộc Electronic Arts. West và Zampella, cùng một số nhân viên cũ của Infinity Ward (cũng rời studio để gia nhập Respawn), đã đệ đơn kiện Activision vấn đề liên quan đến tiền bản quyền và khoản thưởng chưa được thanh toán.

### Khiếu nại vi phạm bản quyền của AM General
AM General, nhà sản xuất của dòng xe quân sự Humvee, đã đâm đơn kiện Activision vào năm 2017 vì sử dụng hình ảnh xe Humvee trong nhiều phiên bản Call of Duty mà không có sự cho phép. Một thẩm phán đã bác bỏ vụ kiện vào tháng 4 năm 2020, trong đó nêu rõ mục đích của việc sử dụng Humvee trong các phiên bản của loạt game là để "tăng tính thực tế". Điều này hoàn toàn khác so với mục đích thương hiệu mà AM General đã đề ra ban đầu, rằng dòng xe này chỉ dành để bán cho quân đội.